# Hugh Kennedy
Pour les articles homonymes, voir Kennedy.
Hugh Alexander Kennedy est un joueur d'échecs et un écrivain anglais né le 22 août 1809 à Madras en Inde et mort le 22 octobre 1878 à Reading en Angleterre.

## Biographie
Hugh Kennedy est un ancien officier de l'armée britannique et un des principaux joueurs d'échecs de Londres.
Il perd un match avec handicap contre Howard Staunton en 1844. En 1851, il finit sixième du tournoi d'échecs de Londres 1851.
Dans un récit intitulé Some Reminiscences of the Life of Augustus Fitzsnob, Esq, il décrit une partie d'échecs qu'aurait joué Napoléon face au Comte Bertrand et utilise pour cela une de ses propres parties (Kennedy-Owen).